# Alchemilla psiloneura
Alchemilla psiloneura é uma espécie de rosácea do gênero Alchemilla, pertencente à família Rosaceae.